# Spathodus marlieri
Espèce
Statut de conservation UICN

 LC (needs updating) : Préoccupation mineure
Spathodus marlieri est une espèce de poissons de la famille des cichlidés endémique du lac Tanganyika en Afrique. Elle est présente dans le nord du lac, dans les eaux peu profondes.